# Verdedigingstoren

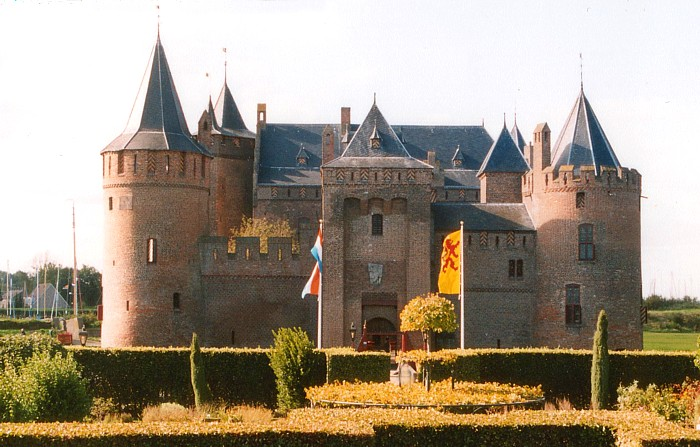
Het Muiderslot; een 14e-eeuwse waterburcht met op elke hoek een verdedigingstoren.

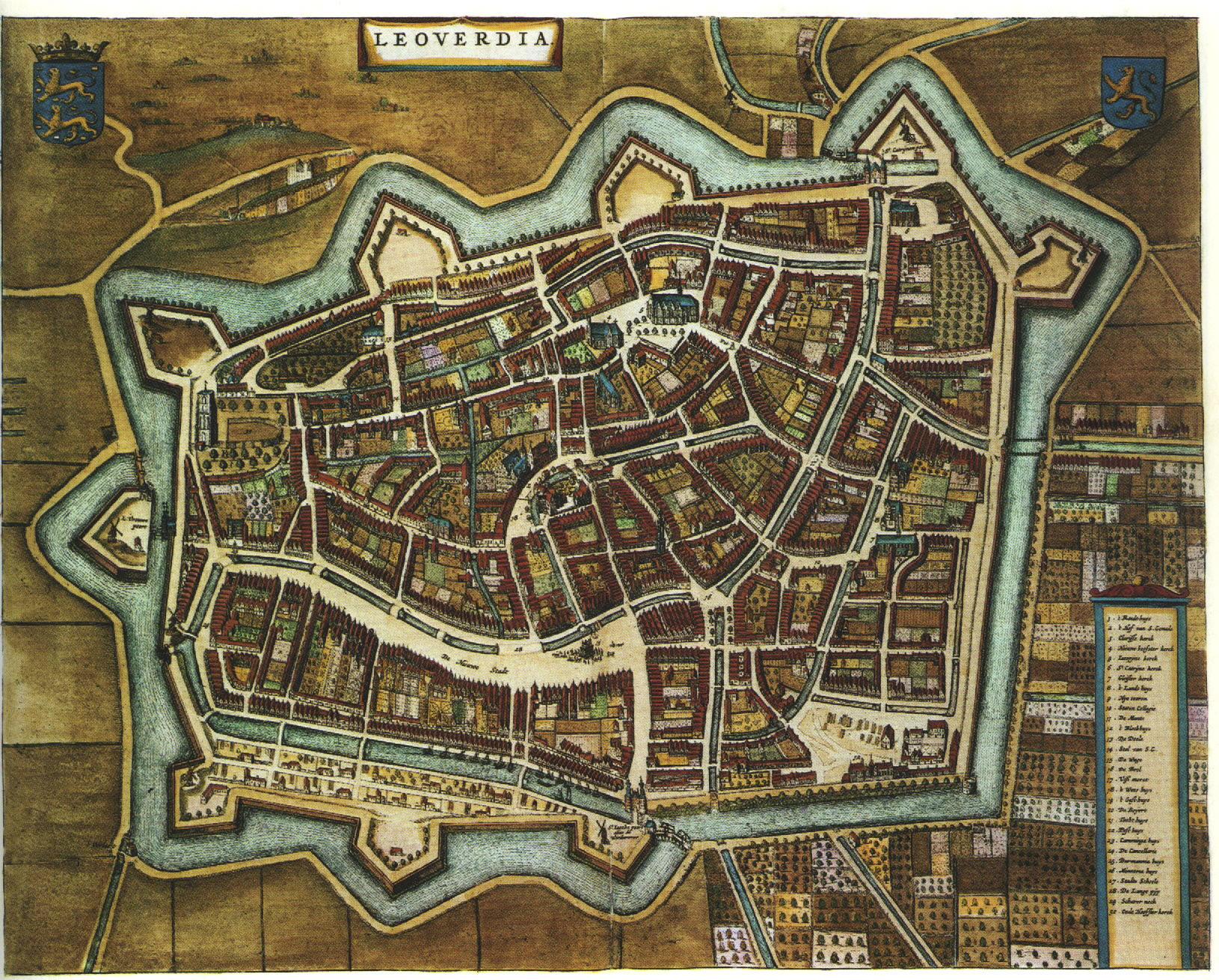
Muur en verdedigingstorens van Leeuwarden

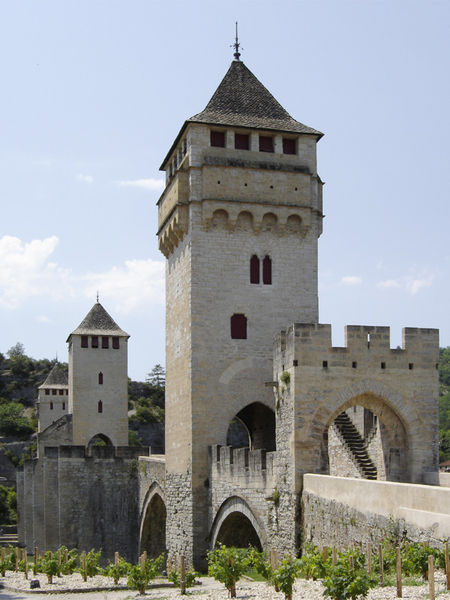
Weertoren voor de bescherming van Pont Valentré in Cahors, Frankrijk

Een verdedigingstoren of weertoren is een toren bij een kasteel, weermuur, hek of palissade en is bedoeld om een vijand te zien naderen en/of een aanval af te weren.

## Beschrijving
In de klassieke oudheid en de middeleeuwen boden weertorens door hun hoogte boven het omliggende land een wezenlijk verdedigingsvoordeel. Projectielen hebben door de hoogte een groter doordringend vermogen. Om het gebruik van wapens mogelijk te maken hebben weertorens een open of overdekt platform met borstwering die vaak voorzien is van kantelen. In de onderste verdiepingen heeft een toren schietgaten.
De meerderheid van de middeleeuwse verdedigingstorens waren onderdeel van een grote fortificatie, zoals in een stadsmuur of in het gebouwencomplex van een burcht. Vroegmiddeleeuwse torens werden vaak gebouwd in hout en in de late middeleeuwen werden stenen verdedigingstorens de regel. Stenen weertorens konden een ringmuur versterken en zijn in ronde of halfronde vorm bijzonder stabiel tegen belegeringswapens.
Verdedigingstorens werden ook gebruikt als alleenstaand gebouw en hebben dan vaak de functie van een wachttoren of checkpoint. Een voorbeeld hiervan is de tolwachttoren Binger Mäuseturm uit de 14e eeuw. In landelijke en dun bevolkte gebieden konden ze de rol nemen van vluchtburcht. Sommige kerktorens werden ook gebruikt als een toevluchtsoord voor omwonenden in geval van nood, zie weerkerk.
Soms hadden torens om tactische redenen binnenin een rechtsdraaiende wenteltrap. Hierdoor moesten naar boven gaande aanvallers hun rechterzijde van het lichaam, die niet door een schild beschermd was, aan de verdedigers blootstellen.
Alleenstaande weertorens in het bijzonder werden, net als andere middeleeuwse verdedigingswerken, zo mogelijk moeilijk toegankelijk en makkelijk te verdedigen gemaakt.

## Types
Enkele types zijn:
- Wal- of muurtorens: een algemene term voor torens die met een weermuur verbonden zijn. Deze torens kunnen ook uit de muur springen en worden dan flankeringstorens genoemd.
- Schelptorens: alleen aan de buitenzijde ommuurd en in de richting van het veilige terrein, zoals de stad, open.
- Erkertorens: kleine torens die als een dakkapel over een muur heen hangen.
- Batterijtorens: torens waarin een hele batterij aan vuurwapens is opgenomen.

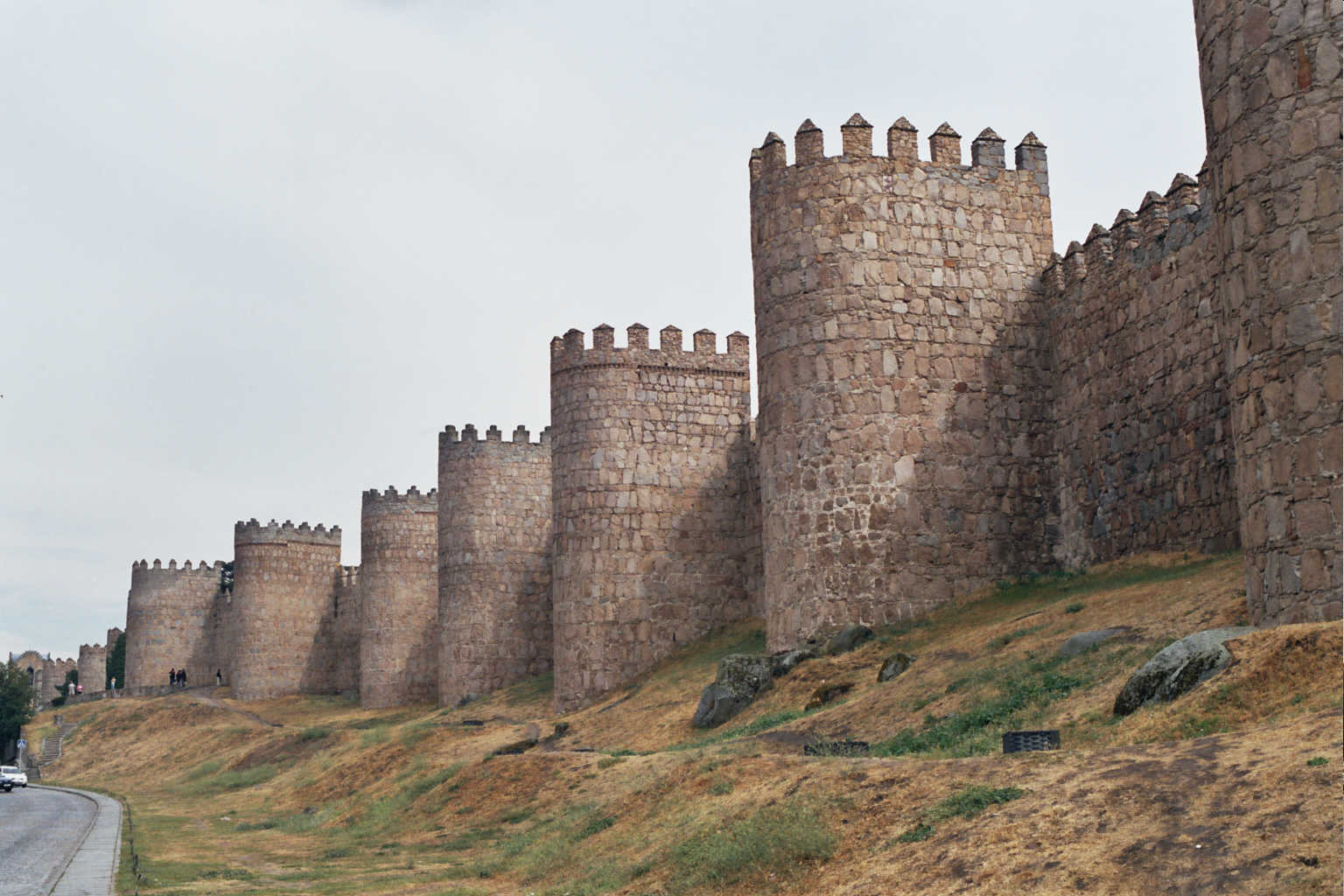
Waltorens in de vestingmuur van Ávila (Spanje)
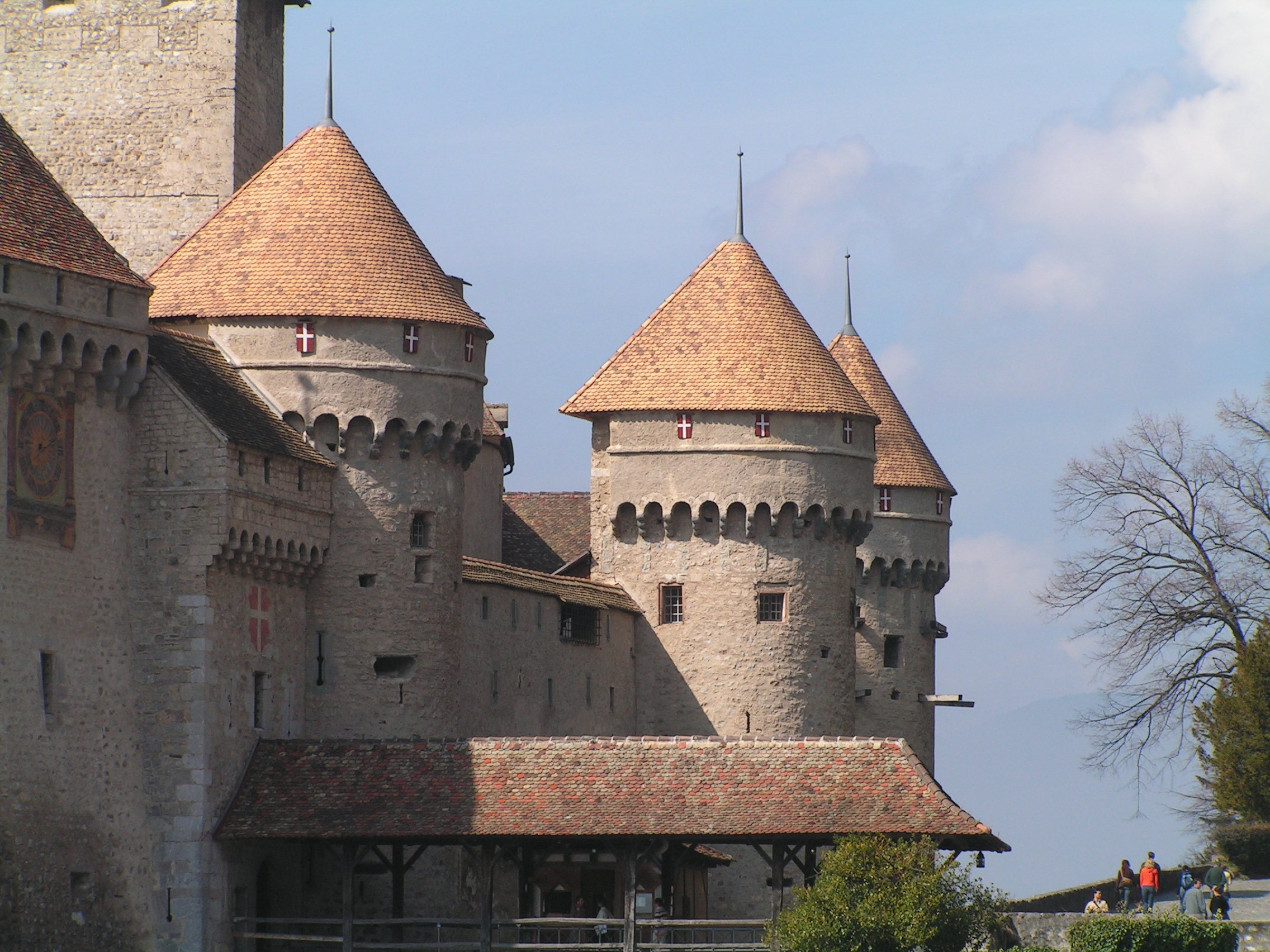
Waltorens in de kasteelmuur van het Kasteel van Chillon (Zwitserland)
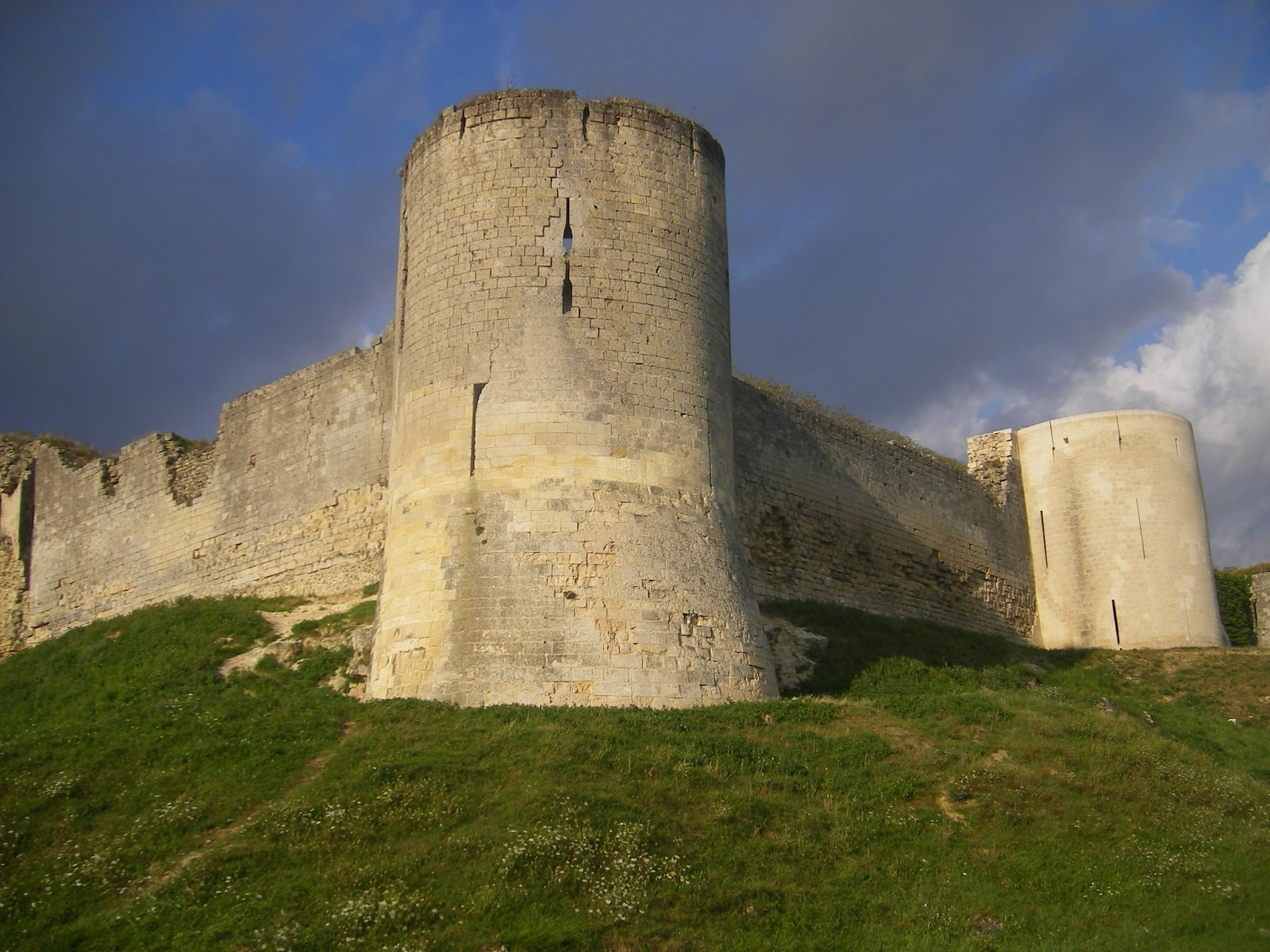
Flankeringstoren van Château de Coucy
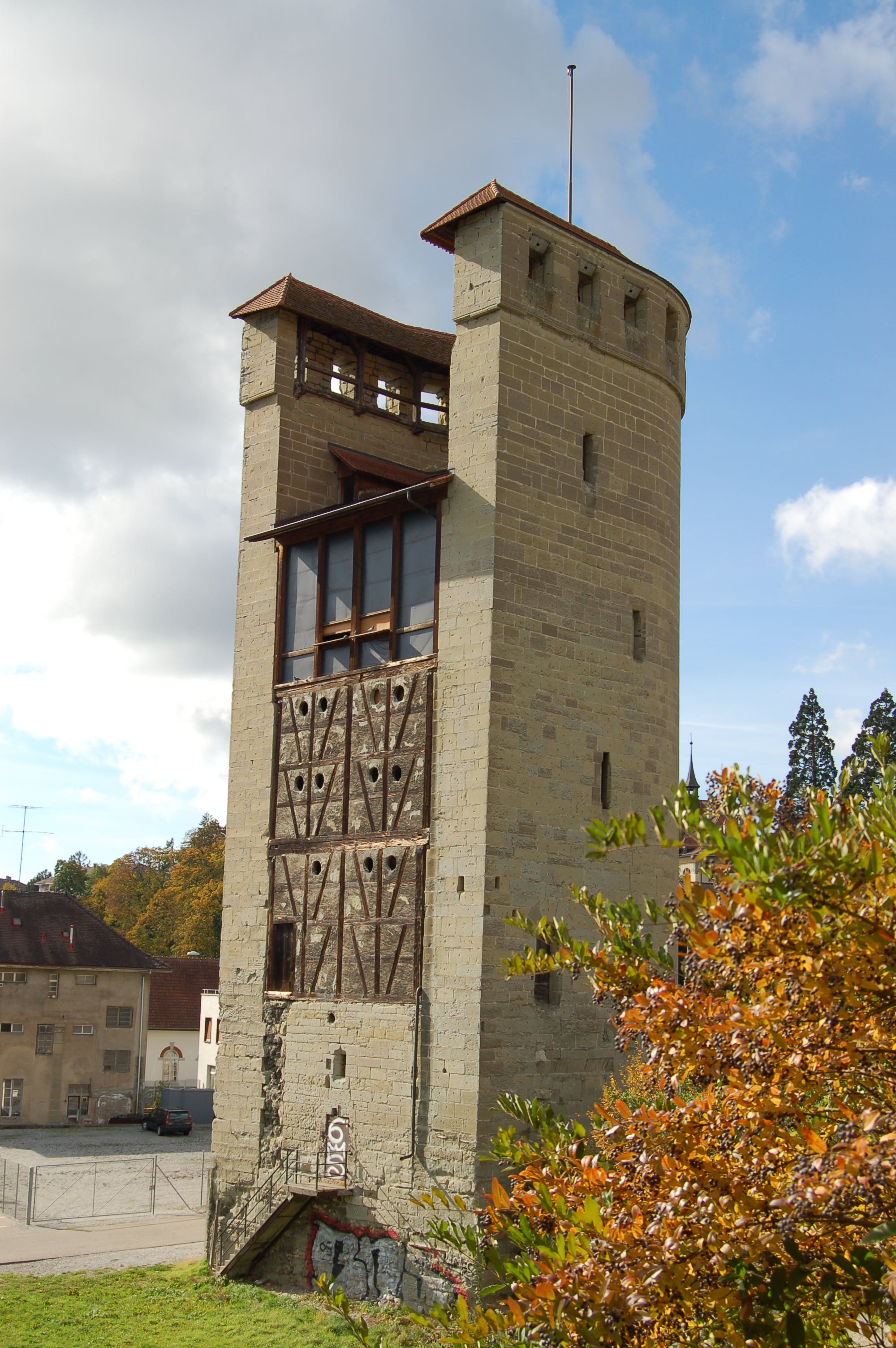
Schelptoren van de stadsmuur van Fribourg
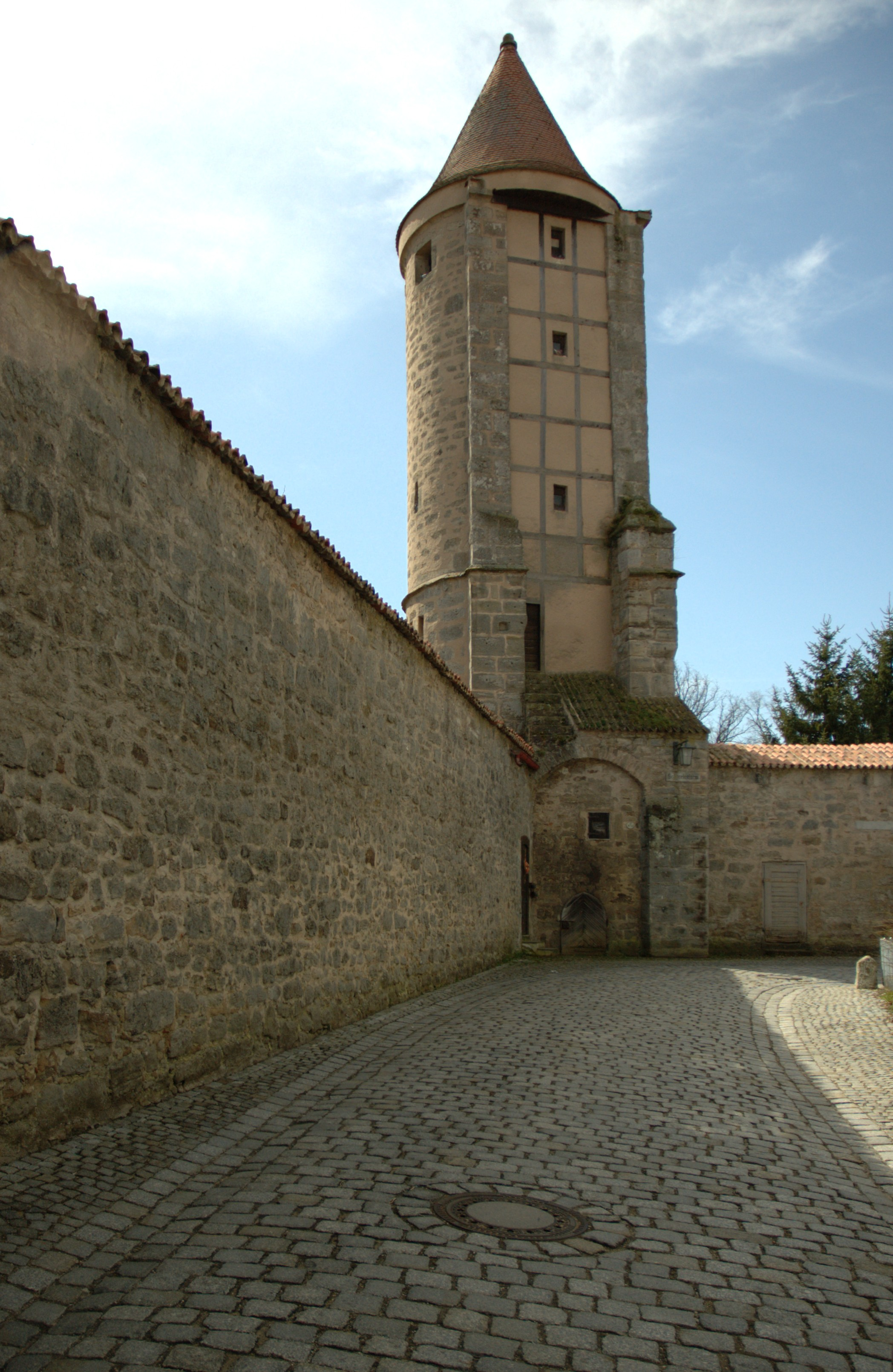
Schelptoren in stadsmuur van Dinkelsbühl
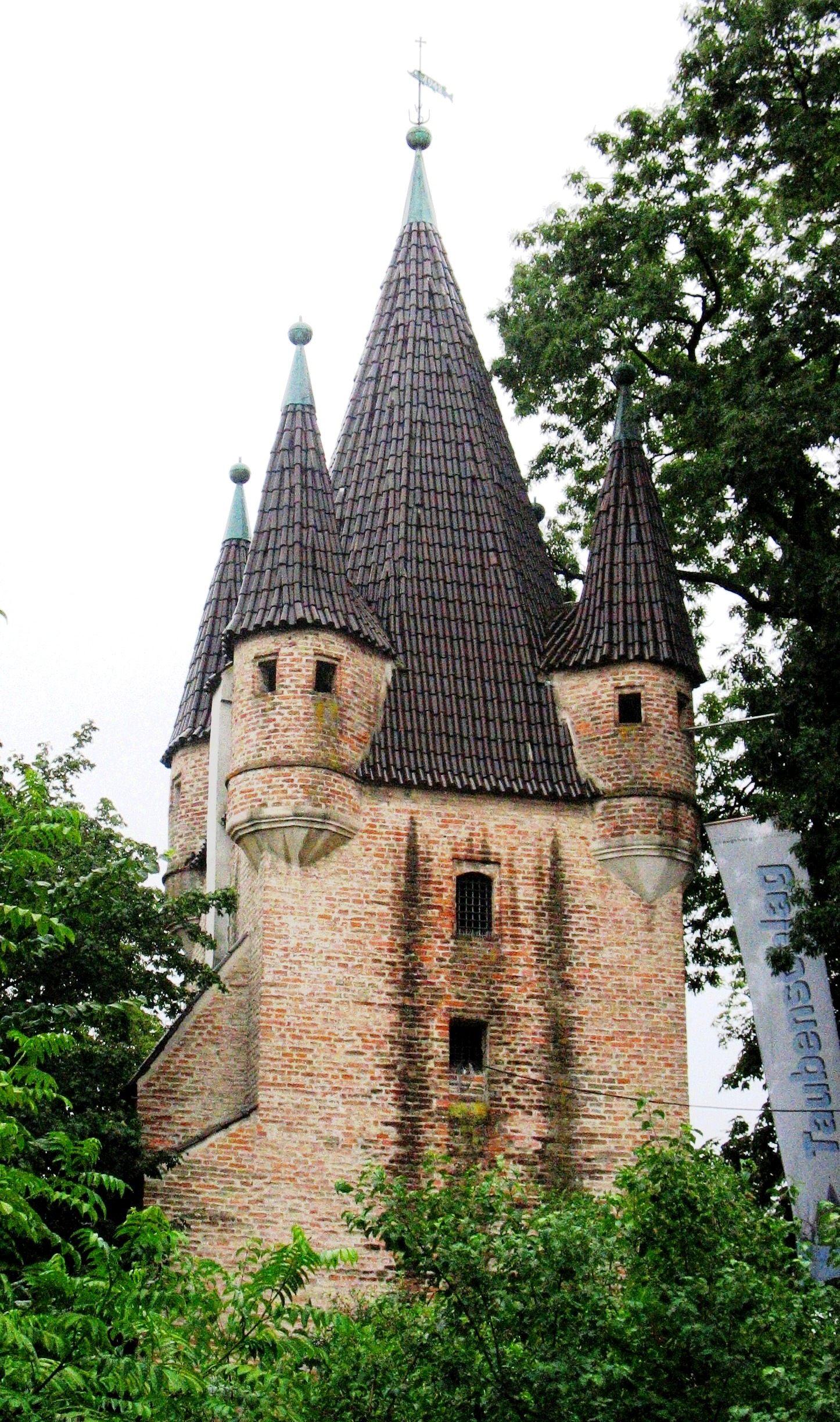
Erkertoren in de Fünfgratturm van Augsburg
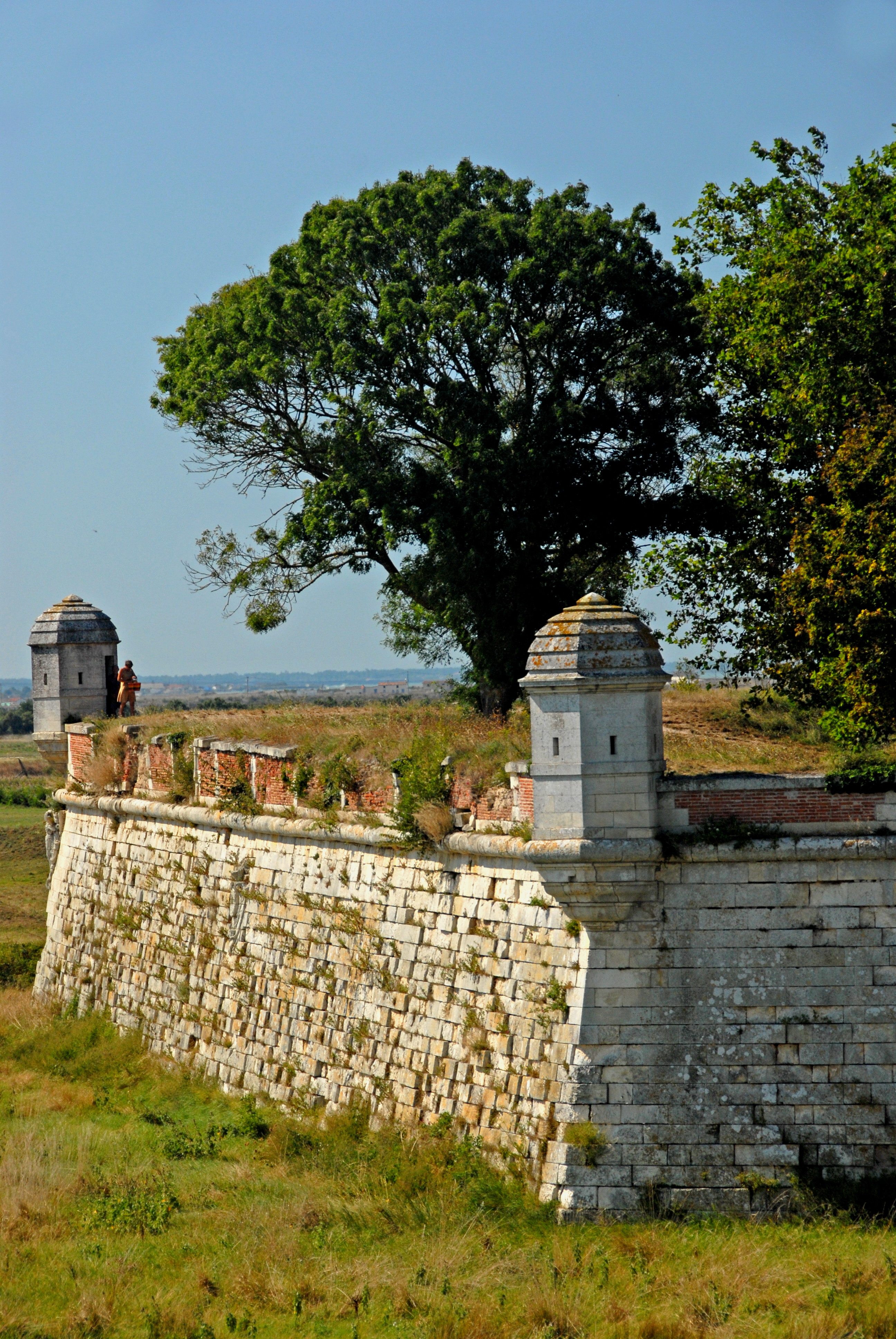
Erkertoren van een bastion in Hiers-Brouage
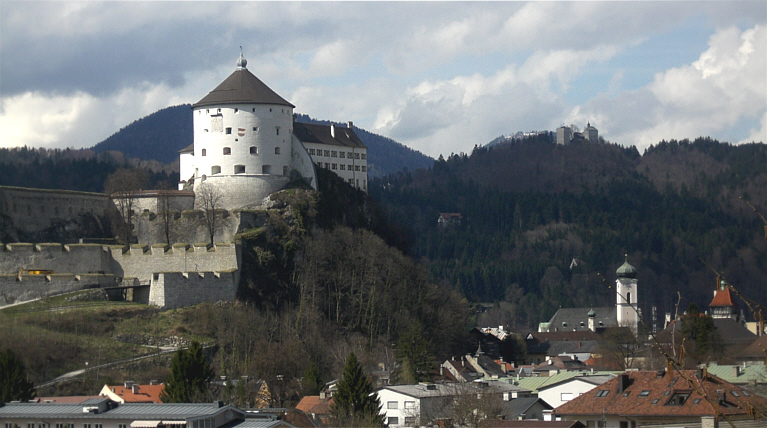
Batterijtoren van de burcht van Kufstein

## Vormen van torens
Verschillende torenvormen zijn:
- Vierkante of rechthoekige torens: eenvoudig te construeren, geven een grote hoeveelheid aan interne ruimte die gebruikt kan worden. Nadeel is dat de hoeken erg gevoelig zijn voor ondermijning.
- Ronde torens: beter bestand tegen belegering en projectielen dan vierkante torens.
- Hoefijzervormige of D-vormige torens: een compromis dat de beste eigenschappen van een ronde toren combineert met die van een rechthoekige. De halfronde kant in de richting van de aanvaller kan belegeringen goed weerstaan, terwijl het rechthoekige deel aan de binnenzijde zowel intern als op het gevechtsplatform meer ruimte creëert.
- Veelhoekige torens: bijvoorbeeld achthoekige torens of hybride varianten.

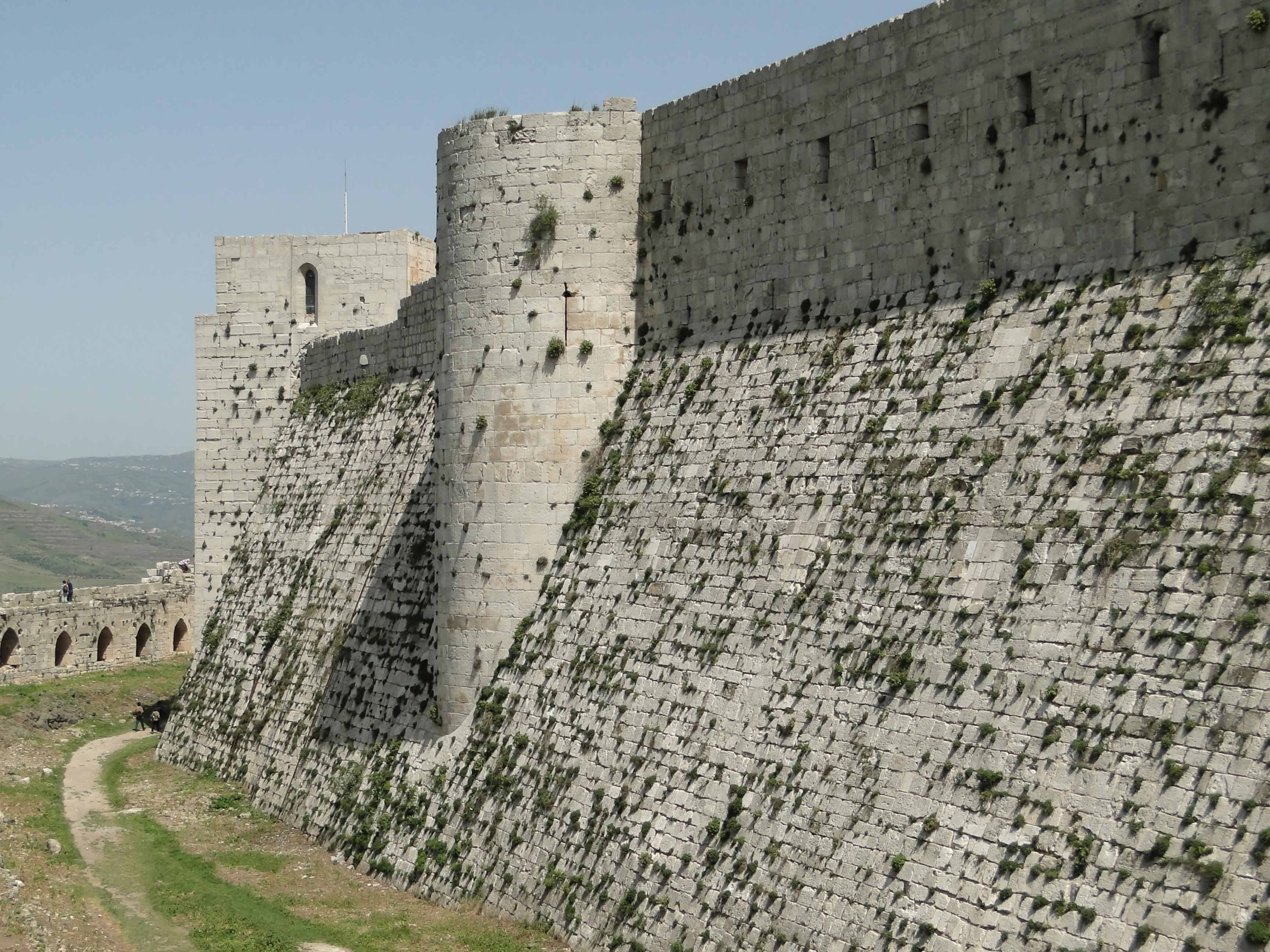
Een rechthoekige en een ronde toren van de Krak des Chevaliers
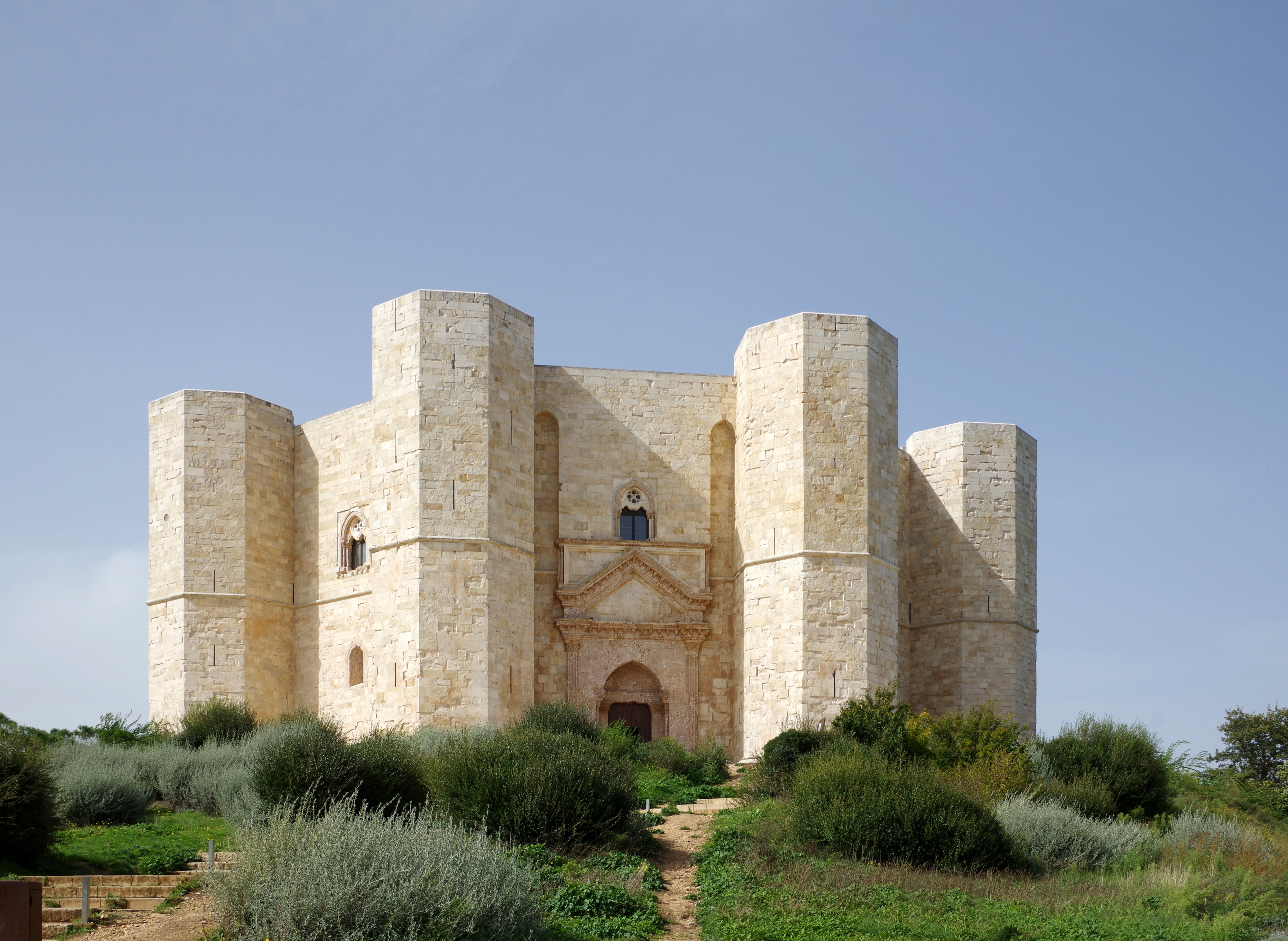
Achthoekige hoektorens van Castel del Monte